# Plantations et Huileries du Congo
Plantations et Huileries du Congo (PHC) is een landbouwonderneming in Congo-Kinshasa die gespecialiseerd is in palmolie. Het bedrijf beheert bijna 150 km² plantages, met name in de regio Yaligimba, op het grondgebied van de Bumba. Het maakt sinds 2009 deel uit van de Canadese groep Feronia. 
Het oorspronkelijke bedrijf Huileries du Congo belge (HCB) werd in 1911 opgericht door de Britse firma Lever Brothers (thans Unilever) om palmolie te leveren aan de Sunlight-zeepfabriek in het Verenigd Koninkrijk. Na de onafhankelijkheid van Belgisch-Congo werd in 1971 een naamsverandering doorgevoerd: Plantations Lever au Zaïre (PLZ). En opnieuw in 1997: Plantations et Huileries du Congo (PHC). Sinds 3 september 2009 is PHC een dochteronderneming van Feronia na de aankoop van 76,2% van de aandelen van de plantages van de Unilever-groep in Congo.
Het bedrijf bezit drie plantages in Congo-Kinshasa, de grond wordt gepacht van de overheid:
- Boteka (13.542 hectare), 10 km ten oosten van Mbandaka, gesticht in 1910
- Lokutu (63.560 hectare), aan de Congorivier 210 km van Kisangani, gesticht in de jaren '20
- Yaligimba (30.199 hectare), 60 km van Bumba, gesticht in de jaren 30